# چاپارلی
چاپارلی (به ترکی آذربایجانی: Çaparlı) یک منطقهٔ مسکونی در جمهوری آذربایجان است که در شهرستان شمکور واقع شده‌است. چاپارلی ۱٬۵۸۷ نفر جمعیت دارد.